# Туркменский алабай
Монумент «Туркменский алабай» (туркм. Türkmen alabaý heýkeli) — первый в мире памятник собаке породы алабай, установленный в 2020 году в столице Туркменистана — Ашхабаде. Автор памятника — туркменский скульптор, народный художник Туркменистана Сарагт Бабаев.

## Описание

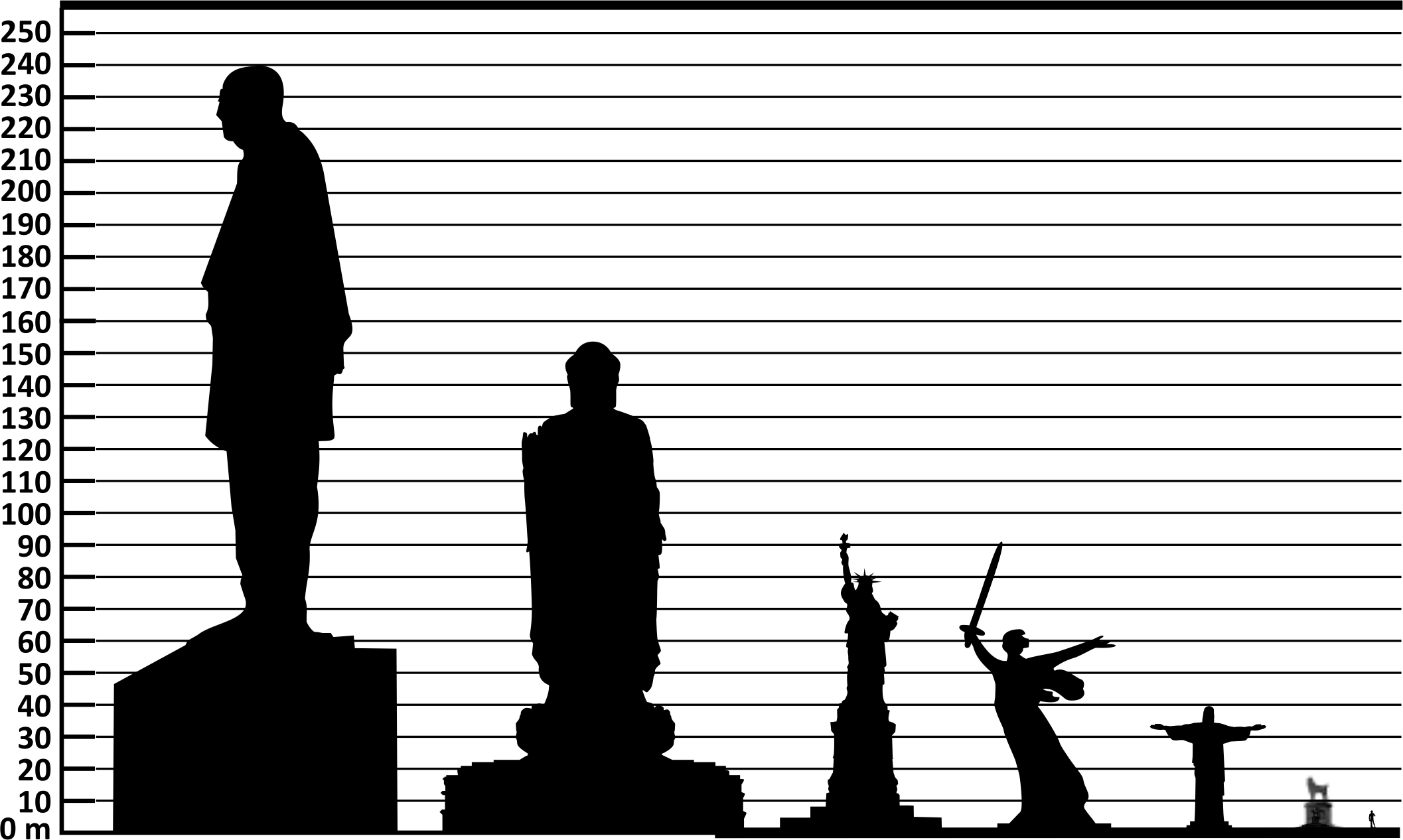
Сравнение высоты памятника алабаю с известными статуями

Монумент установлен на проспекте Махтумкули, на обширной территории между улицами Таслама и Тегеранской в Ашхабаде.
Высота позолоченной скульптуры собаки — 6 метров, она установлена на постаменте высотой 9 метров. 15-метровый памятник расположен на площади диаметром 36 метров.

## История
Идея установить памятник возникла в 2017 году. Несколько проектов памятника были представлены в октябре 2017 года.
Но строительство началось в 2019 году и завершилось осенью 2020 года.
Официальное открытие монумента «Туркменский алабай» состоялось в ноябре 2020 года рядом с жилым комплексом.